# Patrick Van Gompel
Patrick Van Gompel (Turnhout, 15 januari 1957) is een Vlaamse journalist. 

## Biografie
Van Gompel heeft aan de Ufsia (tegenwoordig Universiteit Antwerpen) een jaar politieke en sociale wetenschappen gestudeerd, daarna een jaar moraalfilosofie aan de Universiteit Gent. Beide studies heeft hij niet verder afgemaakt. 
Van 1978 tot 1981 werkte hij als freelance bij allerlei weekbladen en kranten. Van 1981 tot 1989 was hij verbonden aan de BRT 2, omroep Antwerpen. Op 15 mei 1989 begon hij te werken bij de VTM-nieuwsredactie. Eind 2021 ging hij na een carrière van 44 jaar op pensioen.
Van Gompel is getrouwd en heeft twee zonen.

## Strips
Van Gompel staat bekend als een groot liefhebber van strips. Als krantenjournalist recenseerde hij nieuwe albums voor het weekblad Robbedoes (blad) en Wordt Vervolgd. Ook verzamelt hij stripverhalen, wijdt vaak reportages aan het onderwerp en organiseert ook diverse stripfestivals. Sinds 1981 is Van Gompel betrokken bij de organisatie van "De Stripgidsdagen", in samenwerking met Jan Smet. In 1987 presenteerde hij op de BRT De Stripkwis, een quiz over stripverhalen met Gie Luyten als presentator en hemzelf en Louis Van Dievel in de jury. 

## Cameo's in stripverhalen
Vanwege zijn actieve inzet om strips te promoten duikt Van Gompel geregeld op in bekende stripreeksen.
- In de stripreeks De Kiekeboes is Van Gompel in het album De getatoeëerde mossel (1984) te zien als journalist op een krantenredactie.

- In de stripreeks Nero is in strook 50 van het album De "Z" van Zottebie (1989) een opschrift met "Patrick van Gompelstraat" te lezen. In De Gouden Hemelkijker (1991) vertelt Madam Goedefee in strook 55 aan Nero dat hij "de gouden hemelkijker" kan vinden vlak bij "de Van Gompel-archipel". In het album De Held der Helden (1996) speelt hij samen met Guy Mortier de rol van twee revolutionairen die de koning van Marrakech willen ombrengen.

- In de stripreeks Suske en Wiske, in stroken 141-142 van het album De vonkende vuurman (1995) duikt Patrick Van Gompel op in Turnhout als een man die in een kabouter is omgetoverd. Hij legt Tante Sidonia in journalistieke stijl uit wat er precies gebeurd is, waarop ze hem vol ongeduld door elkaar schudt.

## Varia
Patrick wordt ook geïmiteerd in het comedyprogramma Tegen de Sterren op op VTM door Ivan Pecnik.